# Mercury Mariner
O Mariner é um utilitario esportivo compacto da Mercury.

## Galeria
- Primeira geração (2005-2006)
- Segunda geração (2008-2010)